# مشروع صندوق الحرية
صندوق الحرية Freedom Fund منظمة دولية غير ربحية مكرسة لتحديد جهود الخطوط الأمامية الأكثر فعالية لإنهاء العبودية والاستثمار فيها. ذكرت منظمة العمل الدولية في عام 2017، أنه في يوم من عام 2016، كان هناك 40 مليون شخص يعيشون في العبودية الحديثة في جميع أنحاء العالم عبر مجموعة واسعة من الصناعات. جرى تأسيس صندوق الحرية في سبتمبر عام 2013، من قبل ثلاثة متبرعين بارزين في مكافحة العبودية، وهي منظمة هيومانيتي يونايتد ومؤسسة ليغاتوم ومؤسسة ووك فري،  أعلن الرئيس بيل كلينتون رسميًا في مبادرة كلينتون العالمية في 26 سبتمبر 2013، قائلاً: «هذه صفقة ضخمة وعلينا جميعًا دعمها».

## المهمات والقيم
حدد صندوق الحرية هدفًا لجمع 100 مليون دولار أمريكي بحلول عام 2020، واستثمارها لتحقيق التركيز الاستراتيجي الذي تشتد الحاجة إليه لمكافحة العبودية الحديثة. ولتحقيق ذلك، ركز صندوق الحرية بأنشطته على ثلاثة مجالات رئيسية:
- يشترك صندوق الحرية مع منظمات في الخطوط الأمامية لمكافحة العبودية بشكل مباشر في مناطق محددة ذات تركيز عالٍ من العبودية.[8] يتم ذلك من خلال إقامة مشاريع النقاط الساخنة - مجموعات من المنظمات المجتمعية الأكثر فعالية في هذه المناطق. تعد الشراكة مع هذه المنظمات في بعض المجتمعات الأكثر فقرًا وتهميشًا في العالم أمرًا صعبًا ومتطلبًا ويستغرق وقتًا طويلاً، ولكنها أيضًا واحدة من أكثر الطرق فعالية لتحقيق تغيير واسع النطاق ومستدام. كانت النقطة الساخنة في شمال الهند التابعة لصندوق الحرية قائمة منذ عام 2014، واعتبارًا من ديسمبر 2017، حررت أكثر من 11000 شخص من العبودية الحديثة.[9]  تقع النقاط الساخنة لصندوق الحرية في وسط نيبال وإثيوبيا وشمال الهند وجنوب شرق نيبال وجنوب الهند وتايلاند.[10]
- المبادرات العالمية - يعالج صندوق الحرية الأنظمة الأساسية التي تسمح باستمرار العبودية. يفعلون ذلك في بؤرهم الساخنة، ويشركون الحكومة والقطاع الخاص ووسائل الإعلام والحركات الاجتماعية ومحركات التغيير الرئيسية الأخرى. ويفعلون ذلك أيضًا من خلال إنجاز العمل على قضايا الرئيسية العلمية والصناعات التي ترتبط مباشرة بنقاطهم الساخنة. وهذا يسمح لصندوق الحرية بمعالجة القضايا العامة مثل العبودية، والهجرة، أو للمساعدة في تطوير أدوات تكنولوجية جديدة أو مبادرات قانونية.[11] أعلن صندوق الحرية ومؤسسة سي & أي، في مارس عام 2015، عن شراكة لمعالجة العمل الجبري في صناعة النسيج.[12]
- مبادرات بناء الحركة - يساعد صندوق الحرية في بناء وتمكين حركة عالمية لمكافحة العبودية، وتوفير المنصات والأدوات والمعرفة للمنظمات للتواصل والعمل معًا بشكل فعال أكثر.[13][14]

## الإدارة
كتب الرئيس التنفيذي الأول لصندوق الحرية، نيك غرونو، مقالات عن العبودية الحديثة في هافينغتون بوست، نيوزويك، الغارديان، بالإضافة إلى مدونة صندوق الحرية. عمل جرونو سابقًا بمنصب نائب الرئيس ومدير العمليات لمجموعة الأزمات الدولية  في بروكسل ورئيسًا تنفيذيًا لمؤسسة ووك فري، وتعد منظمة دولية لمكافحة العبودية. خلال فترة ولايته، قامت المؤسسة ببناء حركة عالمية لمكافحة العبودية مع أكثر من خمسة ملايين شخص داعم وأطلقت أول مؤشر عالمي للعبودية. انضم جورنو في عام ديسمبر 2013 إلى صندوق الحرية.

## التأثير
يعد صندوق الحرية مؤسسة خيرية تقدم منحًا للشركاء المحليين الذين ينفذون مبادرات لمكافحة العبودية بشكل مباشر. يتطلب صندوق الحريم تمويلًا لتقييم أدائهم باستخدام مجموعة مشتركة من المقايس، والإجابة عن الأسئلة، ومن ضمنها عدد الأشخاص الذين يجري الوصول إليهم بشكل مباشر بالإضافة إلى تكلفة كل فرد لكل مشروع.
 أعلن صندوق الحرية اعتبارًا من يونيو 2020 بأنه:
- تأثرت حياة 765,628 شخصًا.
- حرر 28,040 شخصًا من العبودية الحديثة.
- مساعدة 57,419 من الأطفال الذين تركوا المدرسة مسبقًا ليتلقوا تعليمًا رسميًا أو غير رسمي.
- صندوق الطوارئ الخاص بـكوفيد_19: استجابةً لوباء فيروس كورونا عام 2020_ 2019، أنشأ صندوق الحرية، صندوق طوارئ خاص لوباء فايروس كورونا، الذي قدم دعمًا فوريًا وصغير النطاق للمستجيبين في الخطوط الأمامية في المجتمعات الأكثر ضرراً في البرازيل وإثيوبيا والهند وميانمار ونيبال، وتايلاند. استُخدمت المساعدة المالية للغذاء والمأوى ومعدات الحماية للمختصين الطبيين والصرف الصحي وغيرها من الاحتياجات الفورية المتعلقة بالفيروس.[25]

## تقارير
- مارس عام 2015: وضع العدالة أولاً.[26]
- أكتوبر عام  2015: معالجة احتياجات الصحة النفسية للناجين من العبودية الحديثة: مراجعة نقدية وجدول أعمال بحثي.[27]
- ديسمبر عام 2015: إنهاء الإفلات من العقاب وتأمين العدالة، استخدام التقاضي الاستراتيجي لمكافحة العبودية الحديثة والتجارة بالبشر.[28]
- ديسمبر عام 2015: محاربة العبودية الحديثة: ما دور العدالة الجنائية الدولية.[29]
- ديسمبر عام 2015: تحرير التنمية: لماذا نحتاج إلى شراكة عالمية لإنهاء العبودية الحديثة.[30]
- يناير عام 2016: العبودية الحديثة والفساد.[31][32]
- فبراير عام 2016: هجرة آمنة للعمال ومنع الاستغلال المجتمعي: حالة الأدلة على البرمجة.[33]
- أبريل عام  2016: تمويل الكفاح ضد العبودية الحديثة.[34]
- نيسان عام 2016: الكفاح من أجل البقاء: عبودية واستغلال اللاجئين السوريين في لبنان.[35]
- مايو عام  2016: تقييم استجابات الحكومة والشركات لأزمة المأكولات البحرية التايلاندية.[36]
- أكتوبر عام 2016: محاربة الإفلات من العقاب وتأمين العدالة: الاستثمار في التقاضي الاستراتيجي لمكافحة العبودية الحديثة.[37]
- نوفمبر عام  2016: العبودية الحديثة والإتجار في النزاع: استجابة الأمم المتحدة.[38]
- يناير عام 2018: حريتها، صوتها: رؤى من عمل صندوق الحرية مع النساء والفتيات.[39]
- ديسمبر عام 2018: الميل إلى تطوير دور التمويل ضد العبودية الحديثة.[40]